# Tomás Francisco Reilly
Tomás Francisco Reilly, C.SS.R. (Boston, Massachusetts, Estados Unidos de América; 20 de diciembre de 1908-Boston, Massachusetts, Estados Unidos de América, 21 de julio de 1992) fue un religioso norteamericano perteneciente a la Congregación del Santísimo Redentor y primer obispo-prelado de la Diócesis de San Juan de la Maguana en República Dominicana, desde que fue erigida como prelatura nullius por el papa Pío XII.

## Biografía
Nació el 20 de diciembre de 1908 en Boston, Massachusetts.  
Entró en la Congregación del Santísimo Redentor e hizo sus votos perpetuos el 2 de agosto de 1928. 
Fue ordenado presbítero el 10 de junio de 1933. 
Enviado a la República Dominicana como misionero redentorista, fue a trabajar a Las Matas de Farfán, municipio de la provincia San Juan de la Maguana, en la región sur del país.
El 25 de septiembre de 1953, el papa Pío XII erige la Prelatura de San Juan de la Maguana y lo nombra como Administrador Apostólico. Tomó posesión el 16 de marzo de 1954.

## Episcopado

### Obispo en San Juan de la Maguana
El 22 de julio de 1956, es nombrado Prelado y obispo titular de Themisonium. Fue consagrado el 30 de noviembre de 1956 por el nuncio apostólico Salvatore Siino.
Ante la inminente creación de la Conferencia del Episcopado Dominicano, en una reunión de obispos realizada un año antes, el 19 de septiembre de 1961 se anunció a Mons. Reilly como primer presidente de Cáritas Dominicana.
El 21 de noviembre de 1969, el papa Pablo VI eleva a categoría de diócesis la prelatura de San Juan de la Maguana, convirtiéndose entonces en su primer obispo.
Su episcopado se caracterizó por ser un pastor celoso, bondadoso y caritativo con los más pobres y necesitados.

### Renuncia
El 24 de abril de 1976 le fue concedido un obispo coadjutor, y el 20 de julio de 1977, el papa Pablo VI le aceptó la renuncia presentada por motivos de salud.

### Fallecimiento
Se retiró a su ciudad natal, y falleció el 21 de julio de 1992. Sus restos fueron traídos y sepultados en la Catedral San Juan Bautista de San Juan de la Maguana, donde reposan en la actualidad.